# Mangguh
Mangguh is een bestuurslaag in het regentschap Bangli van de provincie Bali, Indonesië. Mangguh telt 730 inwoners (volkstelling 2010).